# 스티븐 아피아
스티븐 아피아(영어: Stephen Leroy Appiah, 1980년 12월 24일, 가나 아크라 ~ )는 가나의 전 축구 선수이다.

## 선수 경력
그는 가나 아크라를 연고로 하는 하츠 오브 오크에서 선수 생활을 시작해 1996년 가나 리그 우승을 경험한 후, 세리에 A의 우디네세로 이적하였다. 1998년 2월 11일 AC 밀란과 세리에 A 데뷔전을 치렀지만, 2000년에 감독과의 불화로 AC 파르마로 이적하였다. 2001-2002 시즌, 팀의 코파 이탈리아 우승에 공헌하면서 로베르토 바조가 있는 브레시아 칼초로 이적하였고, 여기서 7골을 넣으면서 2003-2004 시즌에 유벤투스로 이적하였다. 유벤투스에선 마르첼로 리피 감독의 신뢰 아래 엣하르 다비츠에게 주전 자리를 빼앗았고, 시즌 종료 때까지 팀의 주전으로 활약하였다. 그러나, 다음 해에 감독이 파비오 카펠로로 바뀌면서 마누엘레 블라시에게 주전 자리를 내주었다.
2005-2006 시즌에는 터키 수페르리그의 페네르바체로 이적해 팀의 중심 선수로 활약하였고, 2007-2008 시즌 종료 후에는 계약 만료로 자유 계약 선수가 되었다. 2009년 볼로냐에 입단하였다.
2010 시즌 체세나로 이적하였다.
가나 축구 국가대표팀에선 1996년부터 꾸준히 발탁되었고, 2004년 하계 올림픽에서 가나 대표팀의 주장으로 활약하였다. 2006년 FIFA 월드컵에선 전 시합에 출장해 미국 전에서는 그 경기의 최우수 선수로 선정되는 등, 가나의 첫 16강 진출에 공헌하였다.

## 경력
- 1995년 FIFA U-17 세계 축구 선수권 대회 국가대표
- 1997년 FIFA 세계 청소년 축구 선수권 대회 국가대표
- 1999년 FIFA 세계 청소년 축구 선수권 대회 국가대표
- 2000년 아프리카 네이션스컵 국가대표
- 2004년 하계 올림픽 남자 축구 국가대표
- 2006년 아프리카 네이션스컵 국가대표
- 2006년 FIFA 월드컵 국가대표
- 2010년 FIFA 월드컵 국가대표

## 수상
하츠 오브 오크
- 1995-96 가나 FA컵 우승
- 1996-97 가나 프리미어리그 우승

 파르마
- 2000-01 코파 이탈리아 준우승
- 2001-02 코파 이탈리아 우승

 유벤투스
- 2003년 수페르코파 이탈리아나 우승

 페네르바체
- 쉬페르리그 : 2006-07
- 쉬페르리그 준우승 : 2005-06, 2007-08
- 투르키예 쿠파시 준우승 : 2006-07
- 터키 슈퍼컵 : 2007

 가나
- 1995년 FIFA U-17 세계 축구 선수권 대회 우승
- 1997년 FIFA 세계 청소년 축구 선수권 대회 준우승

개인
- 가나 올해의 선수상 : 2004, 2005
- 2006년 FIFA 월드컵 맨 오브 더 매치 : vs. 미국 (조별리그)
- 아프리카 네이션스컵 베스트 XI : 2006